# Discographie de La P'tite Fumée
La discographie de La P'tite Fumée, un groupe de trance français formé en 2014, composé de Chand Chauveau, Camille Leclercq, Chris Boggle et Tristan Broggia, contient notamment 5 albums studio, 1 album live, 10 singles, 1 EP et 3 singles de remixes.

## Albums live
- 2023 : We Are The Machine (enregistré aux Passagers du Zinc)[1]

## Singles
| Année | Titre                                                             | Album                         |
| ----- | ----------------------------------------------------------------- | ----------------------------- |
| 2017  | Éléments - Sortie : 11 décembre 2017                              | Owl Rising                    |
| 2019  | Thoda Dhuaan - Sortie : 24 mai 2019                               | Thunderbird                   |
| 2019  | Thunderbreiz, - Sortie : 7 juin 2019                              | Thunderbird                   |
| 2020  | Wild Tribe - Sortie : 10 avril 2020                               |                               |
| 2020  | CasaLoca (featuring Mezerg) - Sortie : 1 mai 2020                 |                               |
| 2020  | Hurricane - Sortie : 2 octobre 2020                               |                               |
| 2021  | Cube (avec Felckin) - Sortie : 30 juillet 2021                    | We Are The Machine            |
| 2023  | El bandido (featuring Ara Malikian), - Sortie : 9 juin 2023       |                               |
| 2023  | Cyber criminels (featuring Alkpote), - Sortie : 17 septembre 2023 |                               |
| 2023  | Army, Get Ready, - Sortie : 15 décembre 2023                      |                               |
| 2024  | Cypher (Remix) - Sortie : 22 mars 2024                            | We Are The Machine (Re:Coded) |

## Clips vidéo
| Année | Titre                                                                   | Direction / Production |
| ----- | ----------------------------------------------------------------------- | ---------------------- |
| 2015  | Manuia - Sortie : 21 juin 2015                                          | Florent Honegger       |
| 2016  | Haunted - Sortie : 12 octobre 2016                                      | Pierre Bellanger       |
| 2017  | Elements - Sortie : 2 décembre 2017                                     | Nicolas Laurent        |
| 2019  | Thoda Dhuaan - Sortie : 24 mai 2019                                     | Pierre Bellanger       |
| 2018  | Psyphonik - Sortie : 2 juillet 2018                                     | Pierre Bellanger       |
| 2019  | Thunderbreizh (avec Les Ramoneurs de menhirs) - Sortie : 9 juillet 2019 | Pierre Bellanger       |
| 2020  | CasaLoca (avec Mezerg) - Sortie : 1 mai 2020                            | Pierre Bellanger       |
| 2020  | Apocalyptus - Sortie : 24 juillet 2020                                  | Pierre Bellanger       |
| 2020  | Liquid Sun (avec Messire) - Sortie : 17 novembre 2020                   | Pierre Bellanger       |
| 2021  | The Missive - Sortie : 12 janvier 2021                                  | Pierre Bellanger       |
| 2021  | Cube (avec Felckin) - Sortie : 30 juillet 2021                          | Pierre Bellanger       |
| 2023  | Cypher - Sortie : 2 août 2023                                           | Pierre Bellanger       |
| 2023  | Cyber Criminels (avec Alkpote) - Sortie : 26 octobre 2023               | Borhane Mallek         |

N.B. : La date de sortie correspond à celle de la sortie du clip vidéo,, à ne pas confondre avec la date de sortie du titre.

## Singles de remixes
- 2019 : Laniakea (Kalki Remix)[15],[16]
- 2020 : The Riot (Ex-Echo Remix)[17]
- 2020 : Thoda Dhuaan (Kreaminals Remix)[18]